# Emil Wehrstein
Emil(ian) Jan Wehrstein ps. „Lis”, „Stary” (ur. 2 stycznia 1888 w Mizuniu Starym, 10 października 1959 w Bytomiu) – prawnik, urzędnik samorządowy i państwowy w II Rzeczypospolitej, w tym dwukrotny starosta, podczas II wojny światowej działacz konspiracji. Po II wojnie światowej aktywista Zrzeszenia „Wolność i Niezawisłość”, więzień polityczny komunistycznych władz Polski Ludowej.

## Życiorys

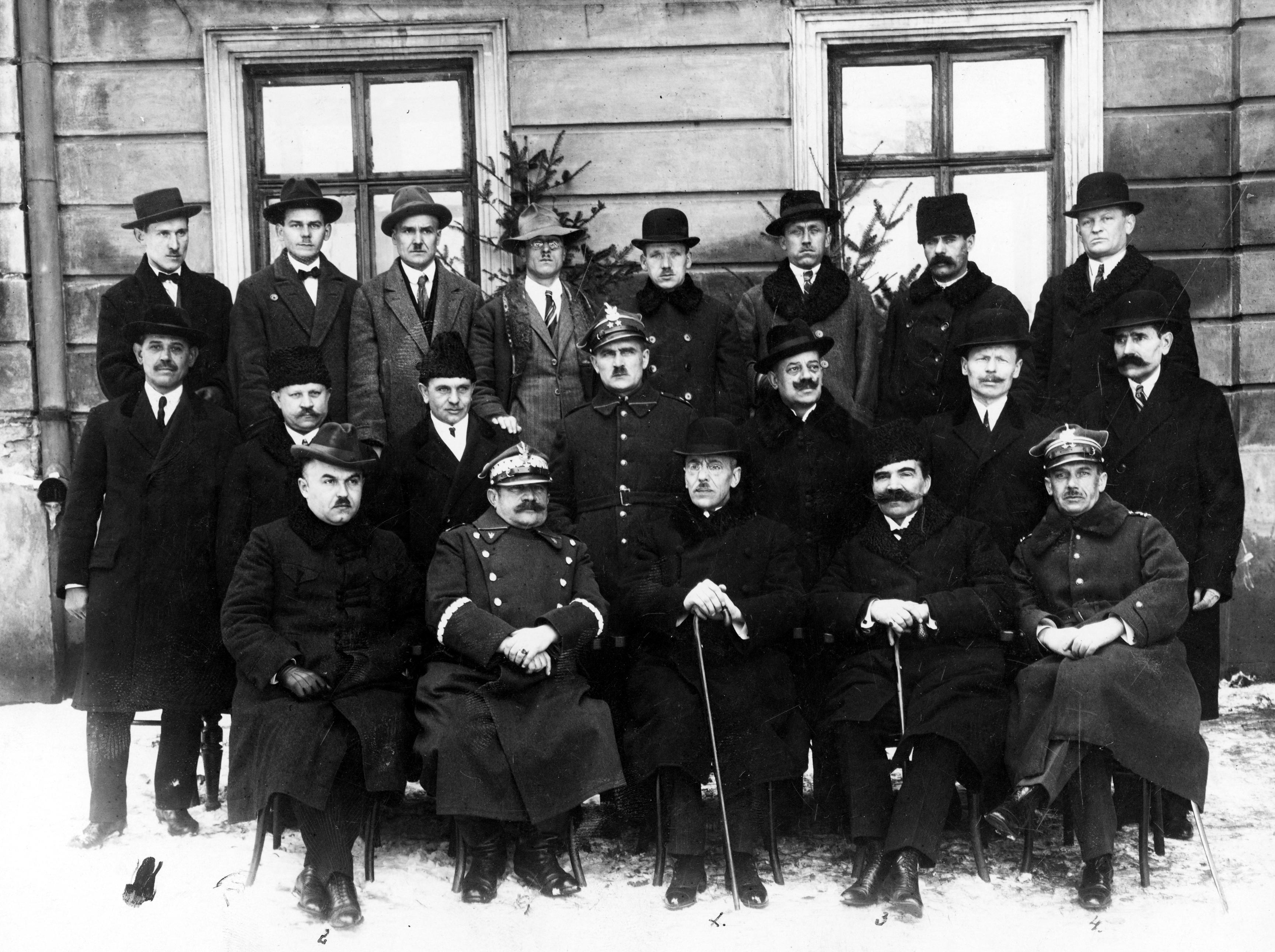
Uroczystość pożegnania starosty przemyskiego Czesława Eckhardta w styczniu 1926. Siedzą od lewej starosta leski Emil Wehrstein (pierwszy), Czesław Eckhardt (trzeci), burmistrz Przemyśla Józef Kostrzewski (czwarty)

Urodził się 2 stycznia 1888 jako syn Józefa i Marii z domu Regner w Mizuniu Starym (późniejsze województwo stanisławowskie). W 1906 ukończył C. K. IV Gimnazjum we Lwowie. Ukończył studia na Wydziale Prawa Uniwersytetu Lwowskiego z tytułem magistra. 
W służbie samorządowej pracował jako komisarz rządowy Zagłębia Drohobyckiego oraz zastępcy starosty powiatów zaleszczyckiego i rohatyńskiego. Po odzyskaniu przez Polskę niepodległości na początku lat 20. pełnił urząd starosty powiatu przemyskiego, następnie od 1926 do 1932 pełnił urząd starosty powiatu leskiego. Z jego inicjatywy zostało reaktywowane leskie koło Towarzystwa Szkoły Ludowej 27 lipca 1926 i pełnił funkcję prezesa zarządu od 1926 do 1927. W grudniu 1927 został wybrany komisarzem rządowym wydziału rady powiatowej w Lesku. Od końca 1929 do 3 stycznia 1931 wskutek choroby był zastępowany na stanowisku starosty leskiego przez Stanisława Pronia. U kresu jego urzędowania na przełomie czerwca i lipca 1932 na terenie powiatu trwało tzw. powstanie leskie. Z urzędu w Lesku w lipcu 1932 podczas trwania procesu sądowego po ww. zdarzeniach przeszedł na stanowisko referendarza w Urzędzie Wojewódzkim we Lwowie. Był radcą w Urzędzie Wojewódzkim we Lwowie, po czym w marcu 1936 został mianowany kierownikiem oddziału bezpieczeństwa i porządku publicznego w wydziale społeczno-politycznym lwowskiego UW. Z tego stanowiska w lipcu 1936 został mianowany starostą powiatu drohobyckiego. Urząd pełnił do 1939. Od 27 maja 1933 do 1934 był zastępcą członka wydziału Kasyna i Koła Literacko-Artystycznego we Lwowie.
Podczas II wojny światowej był zatrudniony w Banku Spółdzielczym w Sandomierzu, a od marca 1944 w banku w Rzeszowie. W trakcie okupacji niemieckiej zaangażował się w działalność konspiracyjną.
Po zakończeniu wojny zamieszkał w Bytomiu i został zatrudniony w charakterze radcy prawnego w tamtejszym przedsiębiorstwie „Elektro-Radio”. Został członkiem Polskiego Stronnictwa Ludowego w tym mieście. Wiosną 1945 zaangażował się w działalność podziemia antykomunistycznego. Był współpracownikiem Brygad Wywiadowczych Zrzeszenia „Wolność i Niezawisłość”. Pełnił funkcję zastępcy kierownika wywiadu na powiat Bytom oraz od listopada 1945 do lutego 1946 prezesa powiatowego Klubu (Obwodu) Bytom Rejonu Katowice Okręgu Śląsko-Dąbrowskiego „WiN”, następnie funkcjonował nadal w ramach komórki BW „WiN” w Bytomiu przekazując szefom okręgu BW raporty do lipca 1946.
31 sierpnia 1946 został aresztowany. Podczas śledztwa osadzony w areszcie Wojewódzkiego Urzędu Bezpieczeństwa Publicznego w Katowicach, następnie przetrzymywany w więzieniu karno-śledczym przy ulicy Mikołowskiej w Katowicach. Oskarżony przez Wojskową Prokuraturę Rejonową w Katowicach (oskarżycielami byli prokuratorzy ppłk Stanisław Zarakowski i mjr Adam Maas) o działalność w „WiN” był sądzony w procesie pokazowym śląskich działaczy „WiN” i BW w Katowicach. 11 stycznia 1947 wyrokiem Wojskowego Sądu Rejonowego w Katowicach w składzie sędziowskim pod przewodnictwem ppłk. Franciszka Szelińskiego został skazany na karę śmierci (skazani zostali wówczas także Emil Brudniok, Władysław Szczepka, Stanisław Laskowski). Decyzją prezydenta Bolesława Bieruta z 12 marca 1947 wyrok został zamieniony na karę dożywotniego pozbawienia wolności, następnie na mocy amnestii Najwyższy Sąd Wojskowy decyzję z 10 czerwca zamienił wymiar kary na 15 lat pozbawienia wolności. Karę odbywał początkowo w Zakładzie Karnym Katowice, następnie w więzieniu we Wronkach, gdzie został zweryfikowany jako więzień kategorii „A”, czyli w grupie o charakterze „antypaństwowym”. Z uwagi na stan zdrowia, otrzymał przerwę w wykonaniu kary trwającą od 8 stycznia 1954 do 8 stycznia 1955. 18 sierpnia 1955 Rada Państwa wydała postanowienie o zmniejszeniu wymiaru kary do 5 lat i równocześnie uznała dotychczasową karę za odbytą (tym samym zawiesiła wykonanie kary wcześniej orzeczonej). 
Jego żoną była Helena z domu Topolnicka (ur. 1892, pochodząca z Bytomia, nauczycielka), z którą miał syna Tadeusza (żołnierz Armii gen. Andersa) i córkę Romę (farmaceutka, żona Stanisława Jóźkiewicza, rektora Akademii Medycznej w Katowicach i doktora honoris causa tej uczelni).
Zmarł 10 października 1959.

## Odznaczenie
- Złoty Krzyż Zasługi (11 czerwca 1937)[30]